# 卡拉庫爾 (烏茲別克)
卡拉庫爾（“黑湖”之意）是烏茲別克的城市，由布哈拉州負責管轄，位於該國南部澤拉夫尚河畔，距離首府布哈拉55公里，海拔高度197米，2009年人口24,102。卡拉库尔绵羊得名于此地。
39°29′58″N 63°51′14″E / 39.4994444544°N 63.8538888989°E